# Jana Burčeska
Jana Burčeska (makedonsky Јана Бурческа; * 6. července 1993 Skopje) je makedonská zpěvačka. S písní „Dance Alone“ reprezentovala Severní Makedonii na Ukrajinou hostované Eurovision Song Contest 2017. V rodné zemi na sebe poprvé upozornila v roce 2011 skrz soutěž Makedonski Idol.
Během Eurovision Song Contest 2022 působila jako tisková asistentka a mluvčí poroty pro Makedonskou radioteleviziju.

## Život
V roce 2011 se zúčastnila soutěže Makedonski Idol a skončila na pátém místě. Dne 21. listopadu 2016 Makedonska radiotelevizija oznámila, že zpěvačka bude Severní Makedonii reprezentovat na Eurovision Song Contest 2017 s písní „Dance Alone“. Druhého semifinále soutěže se zúčastnila 11. května 2017, do finále však nepostoupila, umístila na 15. místě s 69 body. Na své eurovizní pohlednici, která byla odvysílána před jejím vystoupením, oznámila těhotenství. Později večer, když s ní moderátor Timur Mirošnyčenko vedl rozhovor, ji její přítel Alexander požádal o ruku a ona mu řekla své „ano“. Tato zpráva se dostala na titulní stránky novin po celém světě a několik zpravodajských serverů uvedlo, že „ukradla show“.
V říjnu 2017 se jí narodila holčička Dona.

## Diskografie

### Singly
| Název         | Rok  | Nejvyšší pozice v žebříčku | Album           |
| Název         | Rok  | MKD                        | Album           |
| ------------- | ---- | -------------------------- | --------------- |
| „Dance Alone“ | 2017 | 8                          | Singly bez alba |